# Boutique hotel

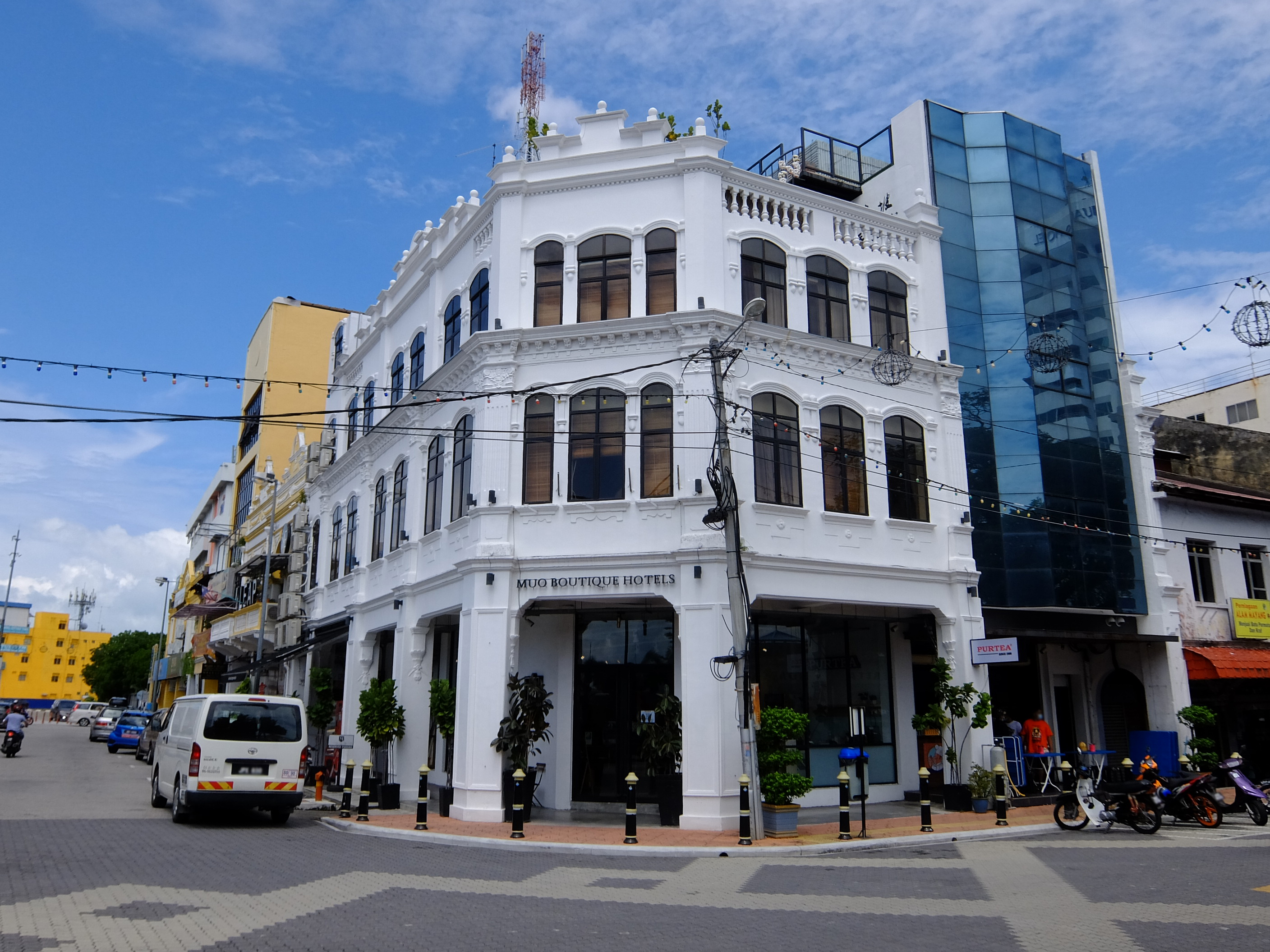
Boutique hotel

Boutique hotel ou Hotel boutique é muito semelhante ao conceito de Hotel de charme ou Hotel Exclusivo, mas com uma ênfase maior nos elementos de arte, individualidade e interatividade. 
Um hotel boutique deve ter poucos apartamentos, normalmente entre 10 e 100, mas uma completa infra-estrutura de lazer e serviços que só um hotel maior poderia oferecer, e ter grande individualidade. 
É a infra-estrutura que diferencia um Bed&Breakfast (Café&Cama) e uma pousada de um boutique hotel. As pousadas e B&B não necessariamente oferecem instalações luxuosas e infra-estrutura de lazer, elementos que são mandatórios para que uma propriedade seja um verdadeiro boutique hotel. A idéia é que o hóspede de um boutique hotel - como o consumidor de uma loja boutique - tenha direito a usar toda uma infra-estrutura que um hóspede de um hotel normal teria, com o bônus da exclusividade por tratar-se de um estabelecimento para poucos.
Também é imprescindível que um boutique hotel tenha instalações consideradas charmosas, com um projeto arquitetônico diferenciado ou instalado em um prédio histórico. Deve haver um elemento criativo e individual a respeito da propriedade e dos serviços oferecidos. Padrões não servem para este tipo de propriedade: ele tem que oferecer o diferente, o individual e, em alguns casos, o temático. 
Em sua decoração, um boutique hotel deve lançar moda: objetos de design ou de arte - que em muitas propriedades também são vendidos ao hóspede – devem estar presentes. 
Um elemento não-indispensável - mas desejável - é a interatividade entre hóspedes e proprietários, ou de hóspedes com a propriedade. Desta interatividade surge um elemento contextual que aumenta a experiência do hóspede, transformando uma estadia em uma experiência. A interatividade, por outro lado, deve ser espontânea, e levar o hóspede a sentir-se em casa de amigos ou como "dono do lugar". 
Um exemplo de interatividade são os livros de sugestões e mensagens existentes em alguns boutique hotéis. É necessário, no entanto, que as sugestões sejam - desde que pertinentes e dentro do possível - efetivamente levadas em conta, e o staff de fato lembre-se dos hóspedes, pois o hóspede que retorna deve sentir que ele também fez uma diferença para o local. Assim, um hóspede que retorna para comemorar um ano de casado - pois passou a lua-de-mel no local - deve ser lembrado.
Outro exemplo de interatividade são os chamados "honesty bars" , bares onde o hóspede serve-se a si mesmo, e comunica o que consumiu.
O exemplo último de interatividade é a presença constante do proprietário, que conversa com os hóspedes e interessa-se pela experiência dos mesmos dentro de sua propriedade.